# Strathmore (Kanada)
Strathmore – miasto w Kanadzie, w prowincji Alberta.